# Komlan Mally
Komlan Mally (ur. 12 grudnia 1960 w Adivie) – togijski polityk, premier Togo od 6 grudnia 2007 do 8 września 2008.

## Życiorys
Komlan Mally urodził się w 1960 w miejscowości Adiva w prefekturze Amou. W 1985 ukończył prawo publiczne na Université du Lomé. Wszedł w skład Komitetu Centralnego rządzącej partii, Zrzeszenie Ludu Togijskiego (Rassemblement du Peuple Togolais, RPT). W latach 1996–1999 pełnił funkcję prefekta w togijskiej prefekturze Wawa. Następnie od 2002 do 2006 był prefektem w prefekturze Golfe. We wrześniu 2006 objął stanowisko ministra urbanizacji w rządzie premiera Yawovi Agboyibo, które zajmował do grudnia 2007. W wyborach parlamentarnych 14 października 2007 został wybrany w skład Zgromadzenia Narodowego z listy RPT w prefekturze Amou w regionie Plateaux. 
Po rezygnacji premiera Agboyibo, prezydent Faure Gnassingbé 3 grudnia 2007 mianował go nowym szefem rządu. Jego nominacja poprzedzona była konsultacjami z opozycją. W chwili obejmowania urzędu nie był powszechnie znanym politykiem w kraju. Oficjalnie stanowisko objął 6 grudnia 2007. 13 grudnia 2008 został zaprzysiężony nowy gabinet, składający się z 21 ministrów z partii RPT. 
17 grudnia 2007 premier wygłosił exposé w Zgromadzeniu Narodowym, w którym wyznaczył cztery główne cele swojego rządu: zjednoczenie i wzmocnienie narodu togijskiego; stworzenie solidnych podstaw dla rozwoju gospodarczego; poprawa warunków dostępu do niezbędnych usług; utwierdzenie miejsca Togo w społeczności międzynarodowej. Nowy rząd zyskał poparcie 42 z 81 deputowanych. 
Premier Mally zrezygnował ze stanowiska szefa rządu 5 września 2008. Prezydent przyjął rezygnację i w opublikowanym oświadczeniu stwierdził, że rząd wypełnił powierzone mu zadania, w tym zwłaszcza rozszerzenie współpracy ze społecznością międzynarodową. Wśród nieoficjalnych powodów dymisji komentatorzy wymieniali zbytnią bezsilność i brak kontroli premiera nad ministrami w rządzie oraz chęć postawienia na czele gabinetu premiera technokraty. 8 września 2008 nowym premierem Togo został mianowany przez prezydenta bezpartyjny Gilbert Houngbo. 15 września 2008 Mally objął stanowisko ministra stanu ds. zdrowia w rządzie premiera Houngbo.